# Równoważność
Równoważność, ekwiwalencja – twierdzenie, w którym teza jest warunkiem koniecznym, jak i dostatecznym przesłanki. To zdanie zapisuje się za pomocą spójnika wtedy i tylko wtedy (wtw), gdy...
Przykłady:
Trawa jest zielona wtedy i tylko wtedy, gdy 2 + 2 = 5. (zdanie fałszywe)
Jutro pójdę do kina wtedy i tylko wtedy, gdy będzie ładna pogoda.
tzn. pójdę do kina, jeżeli będzie ładna pogoda oraz jeżeli pójdę do kina, to będzie ładna pogoda.

## Spójnik
Równoważność można definiować jako dwuargumentowy funktor zdaniotwórczy (spójnik zdaniowy), którego funkcja prawdziwościowa odpowiada znaczeniu zwrotu …wtedy i tylko wtedy, gdy… Dla danych zdań {\displaystyle p,q} ich równoważność zapisuje się symbolem {\displaystyle p\leftrightarrow q.} Jednym z praw dotyczących spójnika równoważności jest to, że ma on tę samą wartość logiczną, co zdanie
{\displaystyle (p\to q)\land (p\leftarrow q),}
czyli zdania {\displaystyle p} i {\displaystyle q} są równoważne, jeżeli zdanie: „z {\displaystyle p} wynika {\displaystyle q,} a z {\displaystyle q} wynika {\displaystyle p}” jest prawdziwe.
| {\displaystyle p} | {\displaystyle q} | {\displaystyle p\leftrightarrow q} |
| ----------------- | ----------------- | ---------------------------------- |
| 0                 | 0                 | 1                                  |
| 0                 | 1                 | 0                                  |
| 1                 | 0                 | 0                                  |
| 1                 | 1                 | 1                                  |

gdzie:
1 – zdanie prawdziwe
0 – fałszywe

## Identyczność
Zdanie {\displaystyle p\leftrightarrow q} może przyjmować dowolną z dwóch wartości (prawda oraz fałsz). Jednak jeżeli jest ono prawdziwe dla dowolnych wartościowań zmiennych zdaniowych występujących tak w zdaniu {\displaystyle p,} jak i w {\displaystyle q,} to takie zdanie nazywa się tautologią. Wówczas zdania {\displaystyle p} i {\displaystyle q} można uważać za tożsame w sensie logicznym. Fakt ten zapisuje się wtedy symbolem {\displaystyle p\Leftrightarrow q.} Zaznaczone w poprzedniej sekcji prawo, iż równoważność jest tożsama koniunkcji dwóch implikacji (materialnych), prostej i przeciwnej, można zapisać następująco:
{\displaystyle (p\leftrightarrow q)\Leftrightarrow [(p\to q)\land (q\to p)].}
Oczywiście
{\displaystyle (p\Leftrightarrow q)\Leftrightarrow [(p\Rightarrow q)\land (q\Rightarrow p)],}
gdzie {\displaystyle \Rightarrow } oznacza implikację logiczną.